# Domecjan (Topuzlijew)
Domecjan, imię świeckie Dimitr Popwasilew Topuzlijew, bułg. Димитър Попвасилев Топузлиев (ur. 11 listopada 1932 w Chasowicy, zm. 18 września 2017 w Sofii) – bułgarski biskup prawosławny. 

## Życiorys
W 1947, po ukończeniu szkoły podstawowej, wstąpił do seminarium duchownego w Płowdiwie, które ukończył w 1952. Natychmiast po uzyskaniu dyplomu podjął wyższe studia teologiczne w Akademii Duchownej św. Klemensa z Ochrydy w Sofii, które ukończył w 1956. 14 stycznia 1959 w monasterze św. Mikołaja w Mygliżu złożył wieczyste śluby mnisze przed metropolitą starozagorskim Klemensem. 10 marca tego samego roku w soborze św. Dymitra w Starej Zagorze został wyświęcony przez tego samego hierarchę na hierodiakona i został skierowany do służby duszpasterskiej w cerkwi Zaśnięcia Matki Bożej w Starej Zagorze.  
Od 1959 do 1962 przebywał w ZSRR, gdzie ukończył specjalistyczne studia teologiczne w Moskiewskiej Akademii Duchownej. 18 lipca 1962 został wyświęcony na hieromnicha. W roku następnym wrócił do Bułgarii, otrzymał również godność archimandryty. Od marca do października 1967 kontynuował studia teologiczne w centrum w Taizé, a następnie w Instytucie Ekumenicznym w Bossey; od lutego do sierpnia 1968 uczestniczył w wykładach na wydziale teologicznym uniwersytetu w Lozannie. Od sierpnia do sierpnia 1969 pogłębiał znajomość języków obcych w Londynie i Oksfordzie. Po powrocie do Bułgarii od 1970 do 1979 był sekretarzem Świętego Synodu Bułgarskiego Kościoła Prawosławnego. 
15 grudnia 1974 w soborze św. Aleksandra Newskiego w Sofii został wyświęcony na biskupa znepolskiego. Od 1979 do 1983 zarządzał strukturami Kościoła bułgarskiego w Stanach Zjednoczonych. Następnie przez cztery lata był wikariuszem metropolii sofijskiej. W 1987 objął urząd metropolity widyńskiego.
W styczniu 2012 komisja badająca archiwa tajnych służb komunistycznej Bułgarii podała, że Domecjan (Topuzlijew) był agentem KDS o pseudonimie Dobrew.
Zmarł w 2017.